# Alto Nangaritza
Alto Nangaritza är ett berg i Ecuador.   Det ligger i provinsen Zamora Chinchipe, i den södra delen av landet, 500 km söder om huvudstaden Quito. Toppen på Alto Nangaritza är 1 771 meter över havet, eller 76 meter över den omgivande terrängen. Bredden vid basen är 2,8 km.
Terrängen runt Alto Nangaritza är kuperad söderut, men norrut är den bergig. Terrängen runt Alto Nangaritza sluttar norrut. Runt Alto Nangaritza är det mycket glesbefolkat, med 2 invånare per kvadratkilometer. Det finns inga samhällen i närheten. I omgivningarna runt Alto Nangaritza växer i huvudsak städsegrön lövskog.